# Łada (marka samochodów)

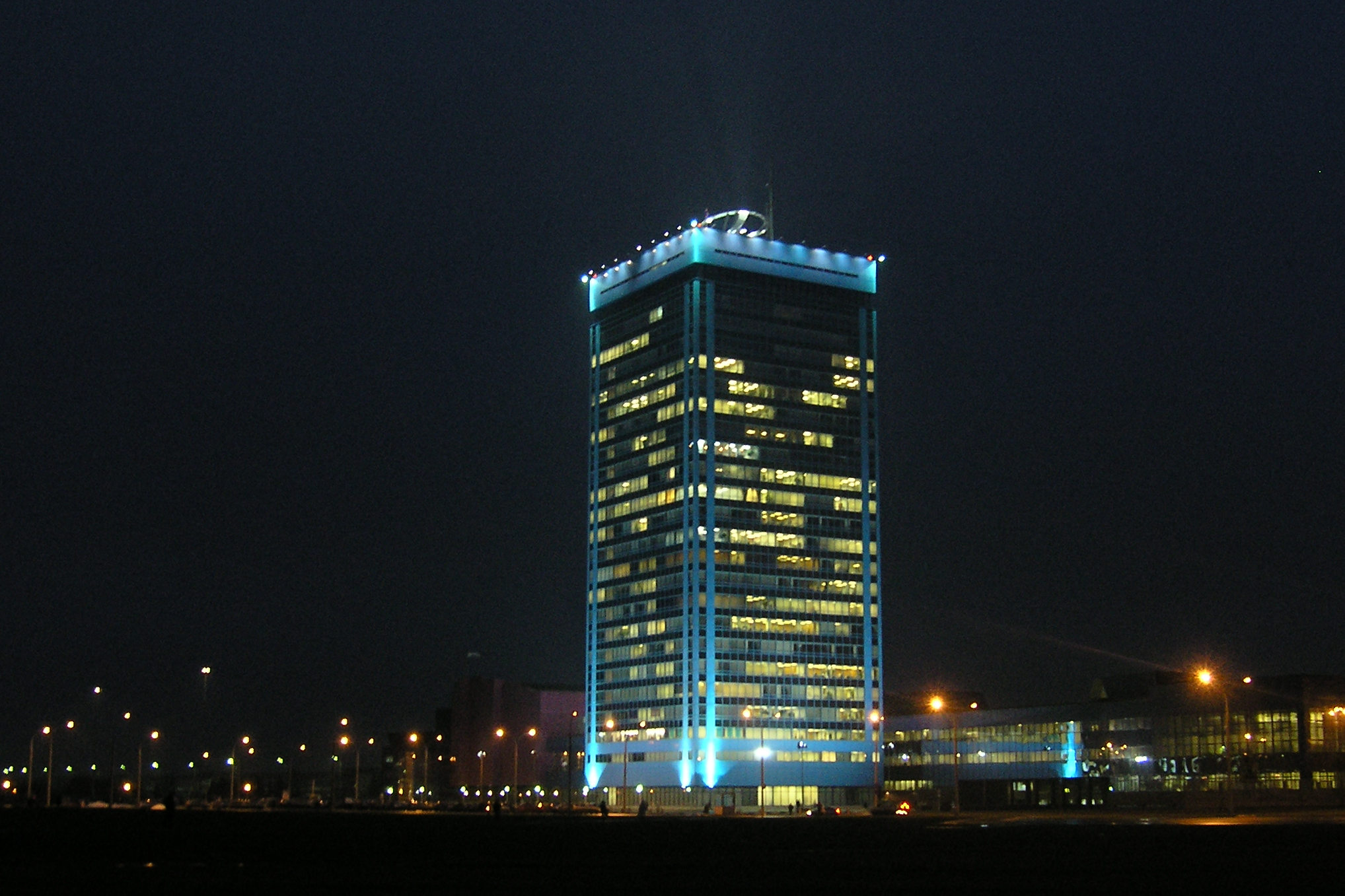
Budynek administracyjny firmy AwtoWAZ (producenta marki Łada)

Łada (ros. Лада) – radziecki, a następnie rosyjski producent samochodów osobowych, działający od 1971 roku, z siedzibą w Togliatti. Należy do rosyjskiego koncernu motoryzacyjnego AwtoWAZ.
W latach 1970–2004 samochody sprzedawane były na rynek wewnętrzny pod oznaczeniem fabrycznym WAZ i marką Żyguli (ros. Жигули) lub Sputnik (w przypadku modeli linii Samara). Od 1971 roku na eksport i od 2004 roku w Rosji pojazdy te są oferowane pod marką Lada (polską transkrypcją rosyjskiej nazwy jest Łada, natomiast oficjalnie przez producenta stosowana jest międzynarodowa latynizacja Lada).

## Historia
Na podstawie podpisanej w maju 1966 roku umowy (licencja Fiata 124) w kwietniu 1970 roku ruszyła produkcja samochodu WAZ 2101 Żyguli. Ten model produkowano aż do 1988 roku (kombi w latach 1971–1986 pod nazwą WAZ 2102). W toku rozwoju konstrukcji WAZ 2101 powstały modele: WAZ 2103, WAZ 2104 (kombi), WAZ 2105, WAZ 2106 i WAZ 2107, nazywane na rynek wewnętrzny Żyguli, a na eksport Lada (Łada).
Oprócz linii Żyguli, wytwarzano następnie: mały terenowy model Łada Niva z 1977 roku, popularny samochód osobowy klasy kompakt Łada Samara z 1984 roku, WAZ 2110 (w Polsce znany jako Łada 110) z 1996 r. i Nadieżda z 1997 roku. Na salonie moskiewskim w 2002 roku został zaprezentowany m.in. model 2151 Classic (kombi). Najnowszym modelem marki jest Łada Vesta.
Spółki Lada.Bronto, RosLada (od 1998 roku ze współudziałem Grupy „SOK” i AwtoWAZu), Super Auto tworzą koncern AwtoWAZ (АвтоВАЗ), który w roku 2004 wyprodukował 818 031 samochodów osobowych pod markami Lada i SeAZ. Auta te produkowane są poza Rosją obecnie w 5 krajach: na Ukrainie, w Ekwadorze, Egipcie, Kazachstanie i Urugwaju (w latach 2003–2004).

## Modele
- WAZ 2101 (Łada 2101) Żyguli – ВАЗ-2101 – sedan
- WAZ 2102 (Łada 2102) – ВАЗ-2102 – kombi
- WAZ 2103 (Łada 2103) – ВАЗ-2103 – sedan
- WAZ 2104 (Łada 2104) – Nova Kombi, Riva, Junior, Classic, Kalinka, Combi, Break – ВАЗ-2104 – kombi
- WAZ 2105 (Łada 2105) – Nova, Riva, Junior, Classic – ВАЗ-2105 – sedan
- WAZ 2106 (Łada 2106) – Nova, Riva, Junior, Classic – ВАЗ-2106 – sedan
- WAZ 2107 (Łada 2107) – Nova, Riva, Junior, Classic – ВАЗ-2107 – sedan
- WAZ 2108 (Łada Samara) – ВАЗ-2108 (Лада Самара) – hatchback
- WAZ 2109 (Łada Samara) – ВАЗ-2109 (Лада Самара) – hatchback
- WAZ 21099 (Łada Forma) – ВАЗ-21099 – sedan
- WAZ 2110 (Łada 110) – ВАЗ-2110 (Лада 110) – sedan
- WAZ 2111 (Łada 111) – ВАЗ-2111 (Лада 111) – kombi
- WAZ 2112 (Łada 112) – ВАЗ-2112 (Лада 112) – hatchback
- WAZ 2113 (Łada Samara 2) – ВАЗ-2113 (Лада Самара) – hatchback 3-drzwiowy
- WAZ 2114 (Łada Samara 2) – ВАЗ-2114 (Лада Самара) – hatchback 5-drzwiowy
- WAZ 2115 (Łada Samara 2) – ВАЗ-2115 (Лада Самара) – sedan
- WAZ 2120 (Łada 2120) Nadieżda – ВАЗ-2120
- WAZ 2121 (Łada Niva) – ВАЗ-2121 (Лада Нива) – samochód terenowy 4x4 – 3-drzwiowa
- WAZ 2131 (Łada Niva) (Viva) – ВАЗ-2131 (Лада Нива) – samochód terenowy 4x4 – 5-drzwiowa
- WAZ 2123 (Łada Niva) – ВАЗ-2123 (Лада Нива Шевроле)
- WAZ 1111 (Łada Oka) – ВАЗ-1111 (Лада Ока) – produkowana również przez zakłady ZMA (do 2006 roku) i SeAZ (do 2008 roku)
- WAZ 1117 (Łada Kalina) – ВАЗ-1118 (Лада Калина) – kombi
- WAZ 1118 (Łada Kalina) – ВАЗ-1118 (Лада Калина) – sedan
- WAZ 1119 (Łada Kalina) – ВАЗ-1118 (Лада Калина) – hatchback
- WAZ 2151 (Łada 2151) – ВАЗ-2151 (kombi – następca modelu 2104) (prototyp)
- WAZ 2170 (Łada Priora) – ВАЗ-2170 (Лaдa Приoрa) – sedan (następca modeli z serii 110)
- WAZ 2172 (Łada Priora) – BAЗ-2172 (Лaдa Приoрa) – hatchback
- WAZ 2171 (Łada Priora) – BAЗ-2171 (Лaдa Приoрa) – kombi
- WAZ 1118 (Łada Granta) – sedan
- Łada Vesta – sedan
- Łada XRAY – crossover
- Łada X-Cross 5

## Galeria

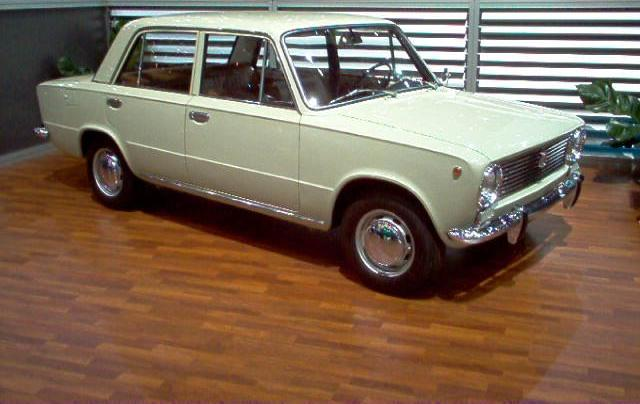
WAZ 2101 Żyguli (Łada 2101)
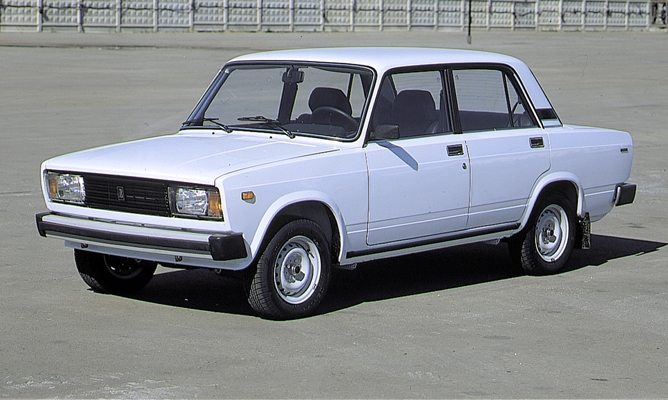
Łada 2105
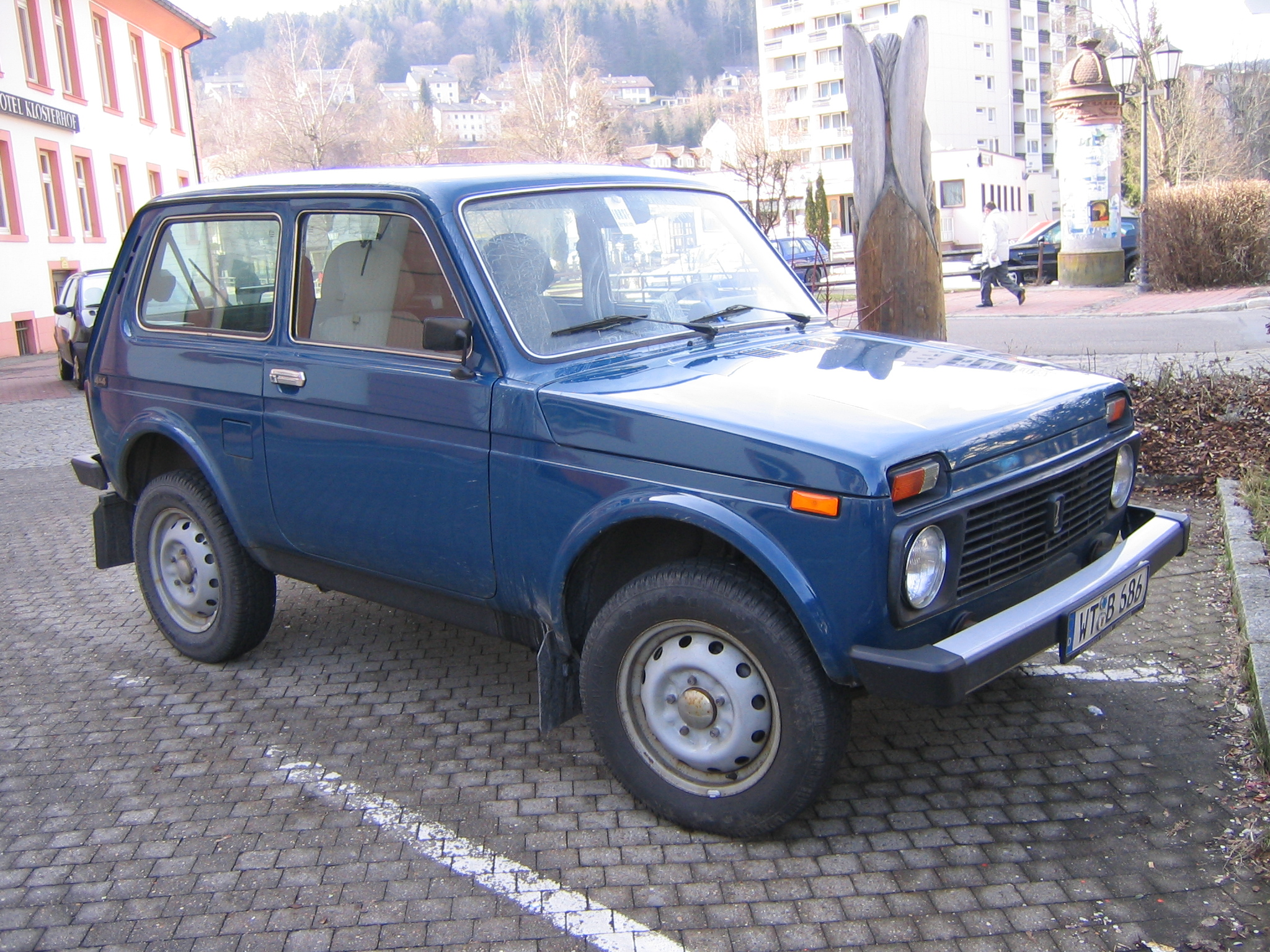
Łada Niva
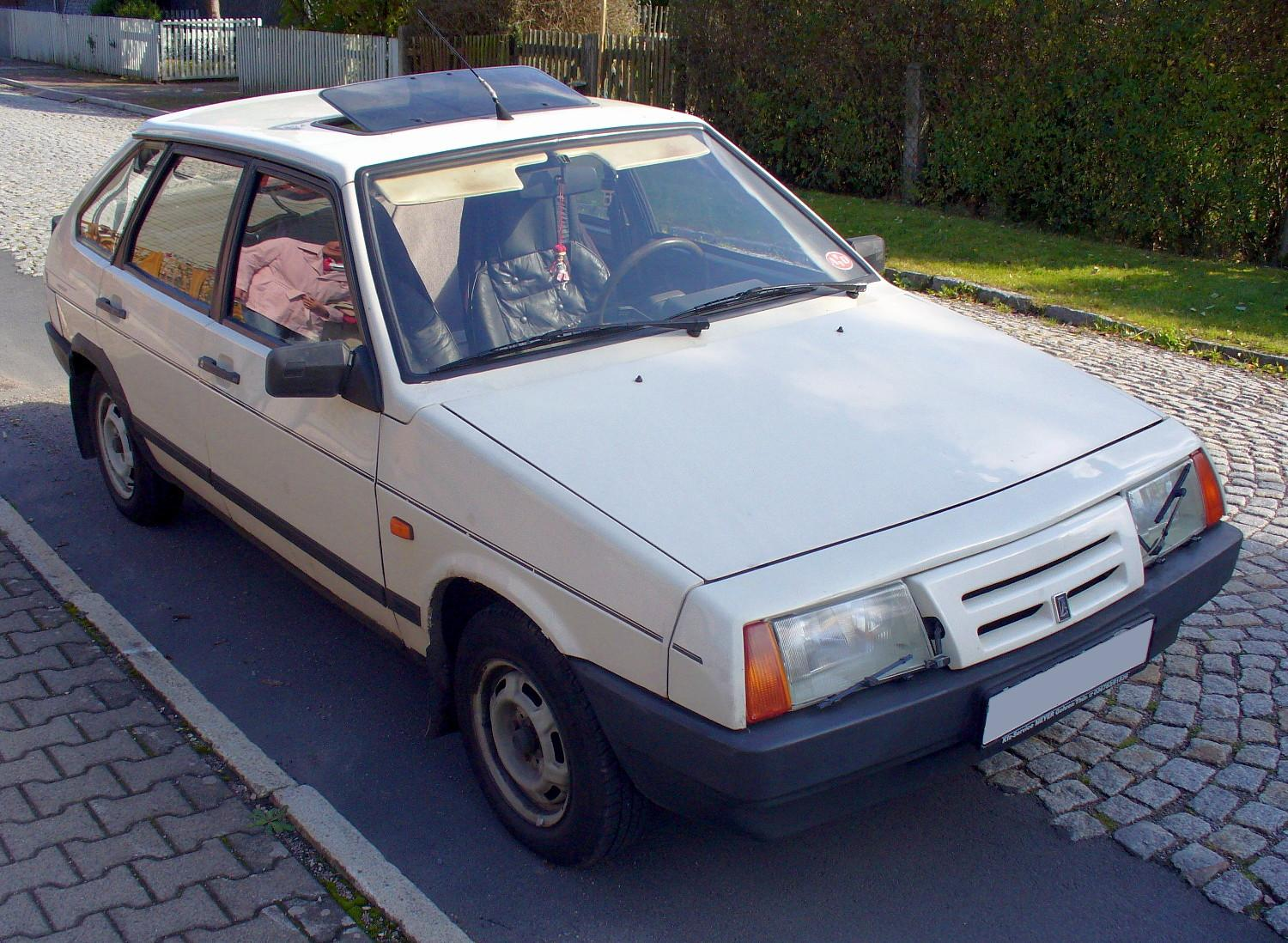
Łada 2109 Samara
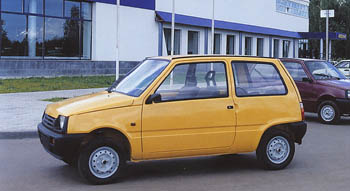
Łada Oka
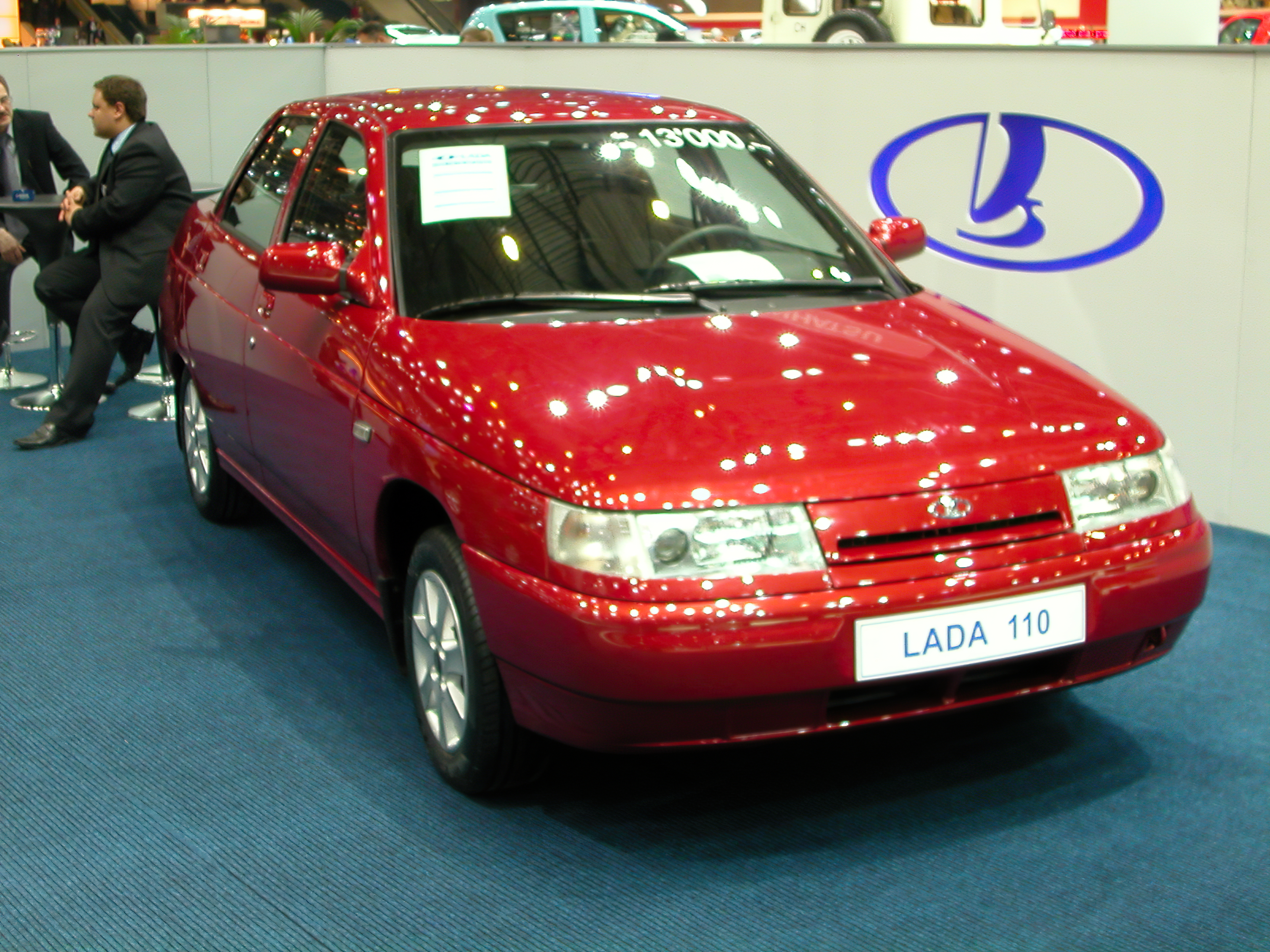
Łada 110
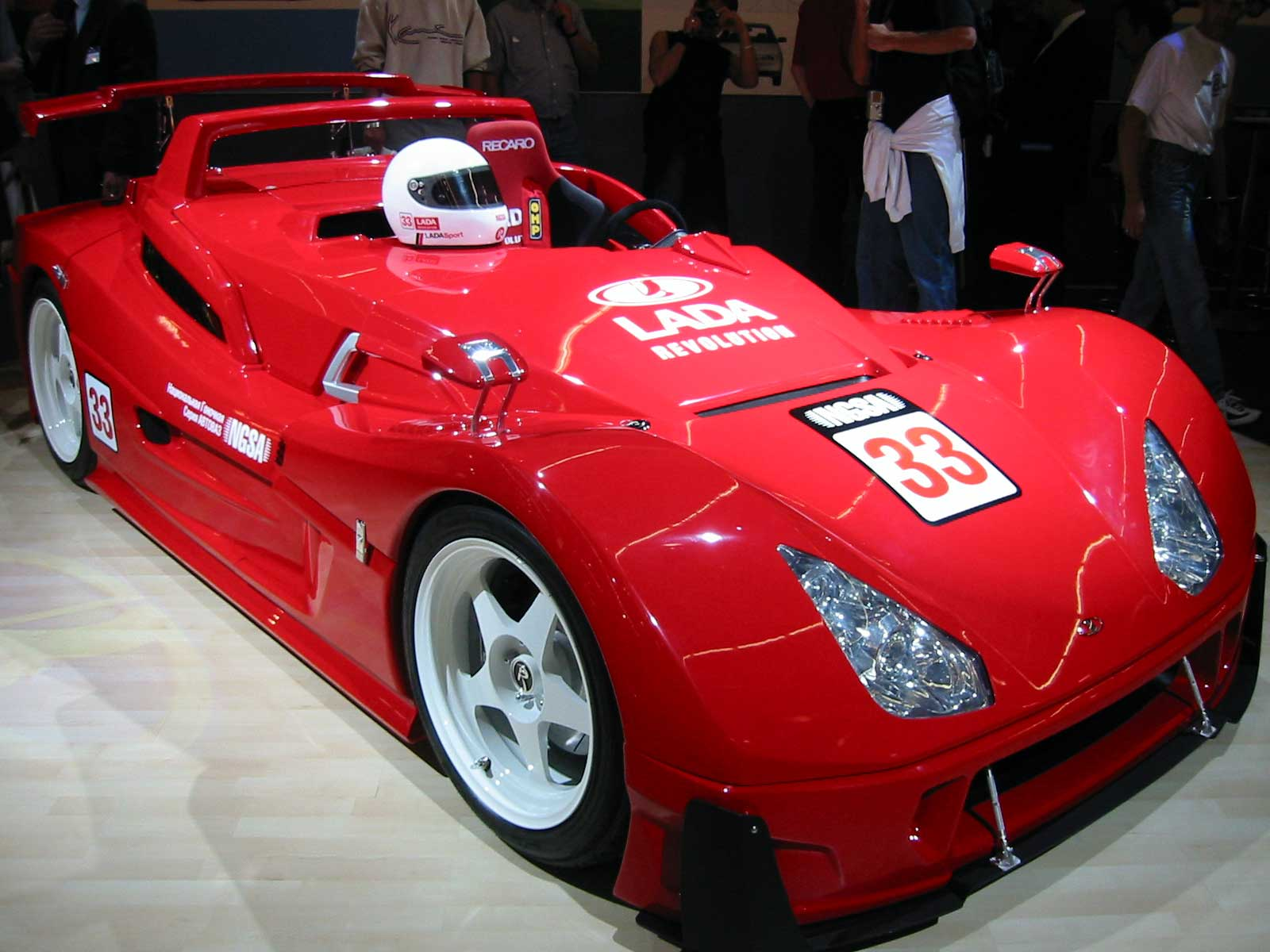
Łada Revolution
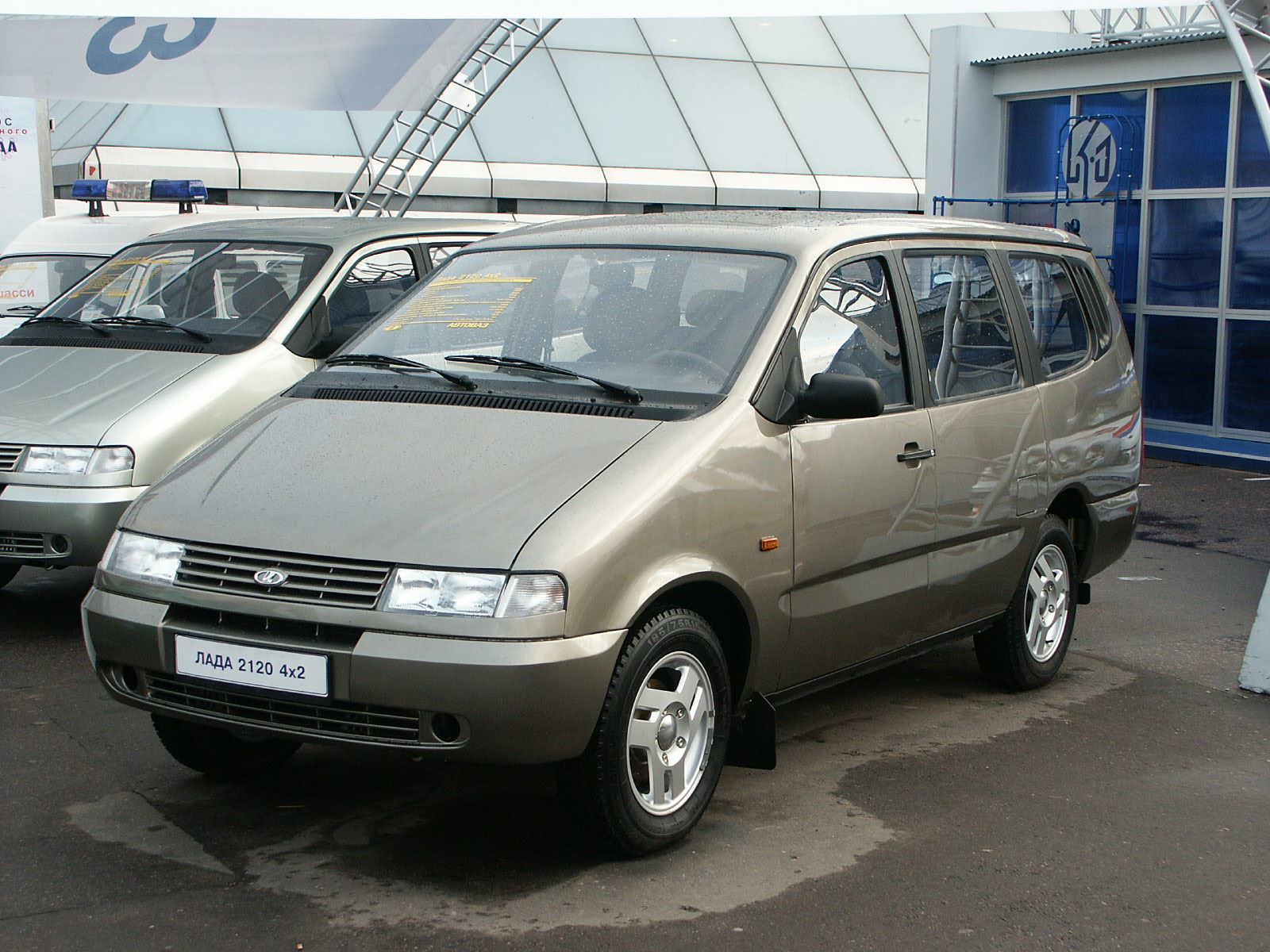
Łada 2120
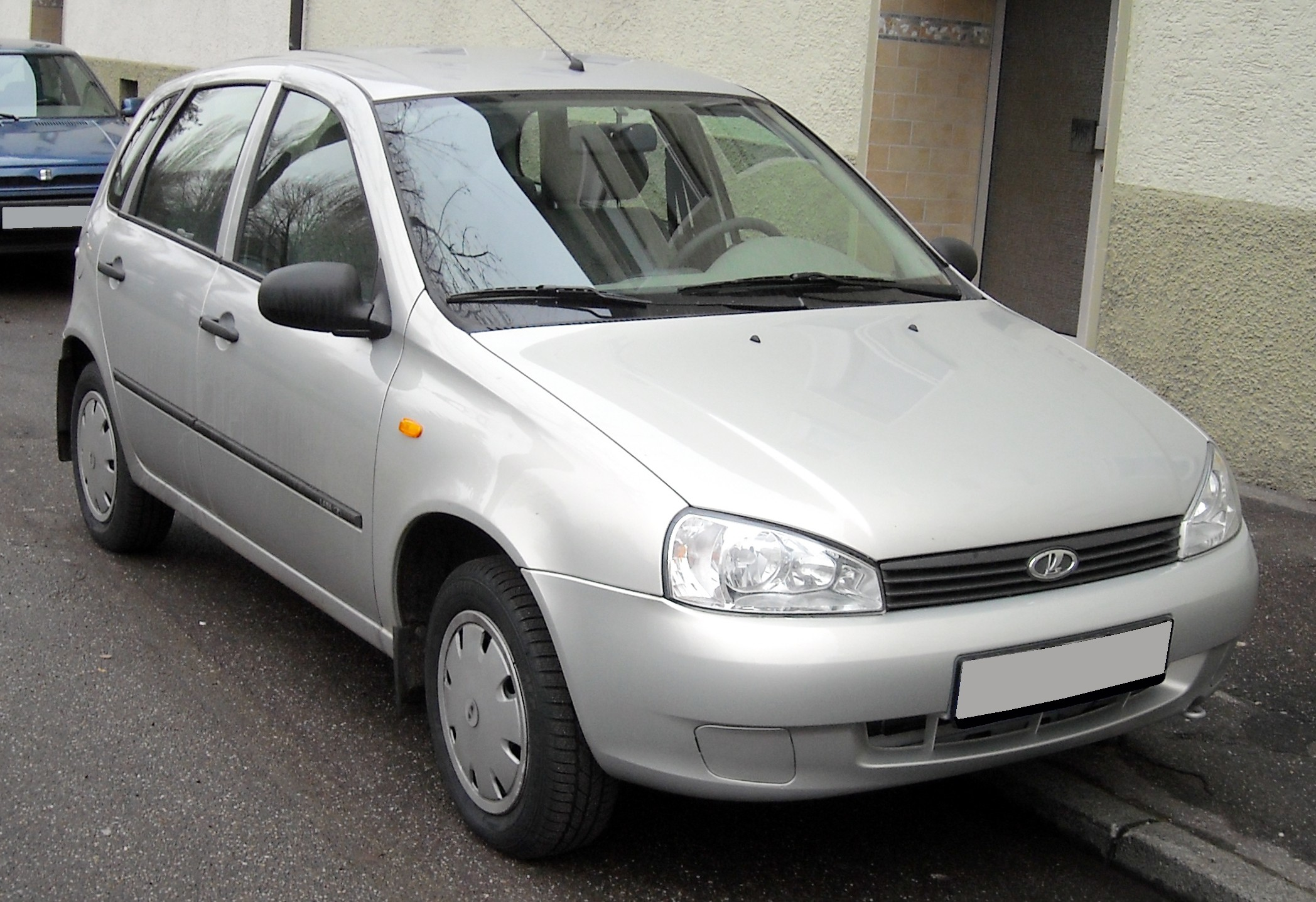
Łada Kalina
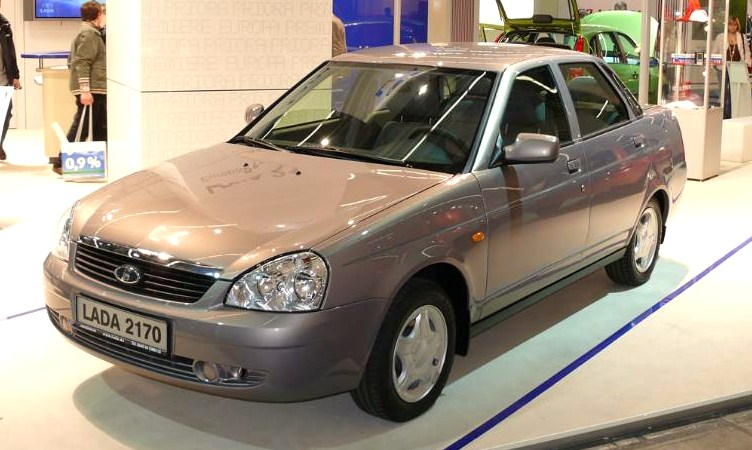
Łada Priora
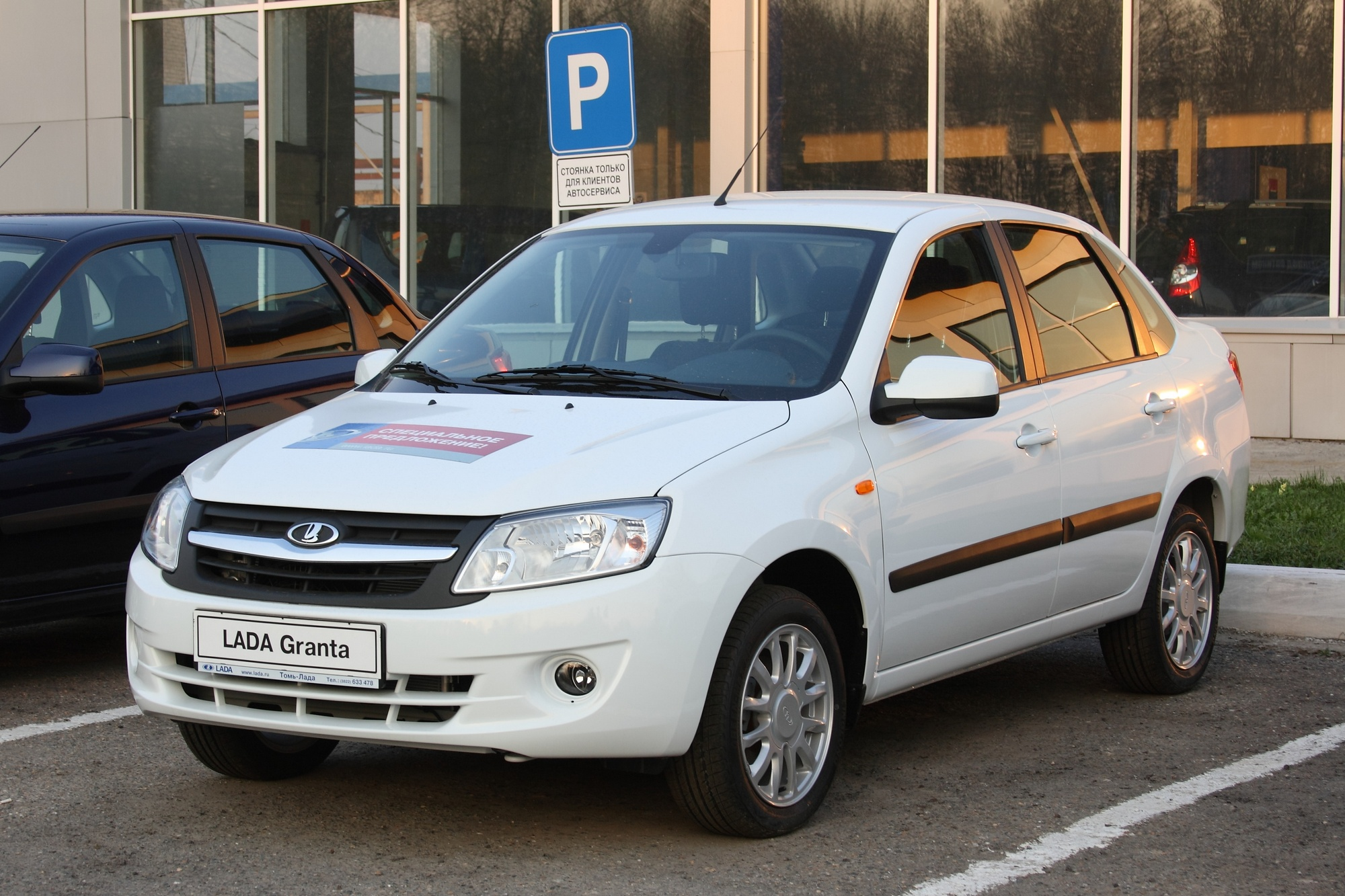
Łada Granta
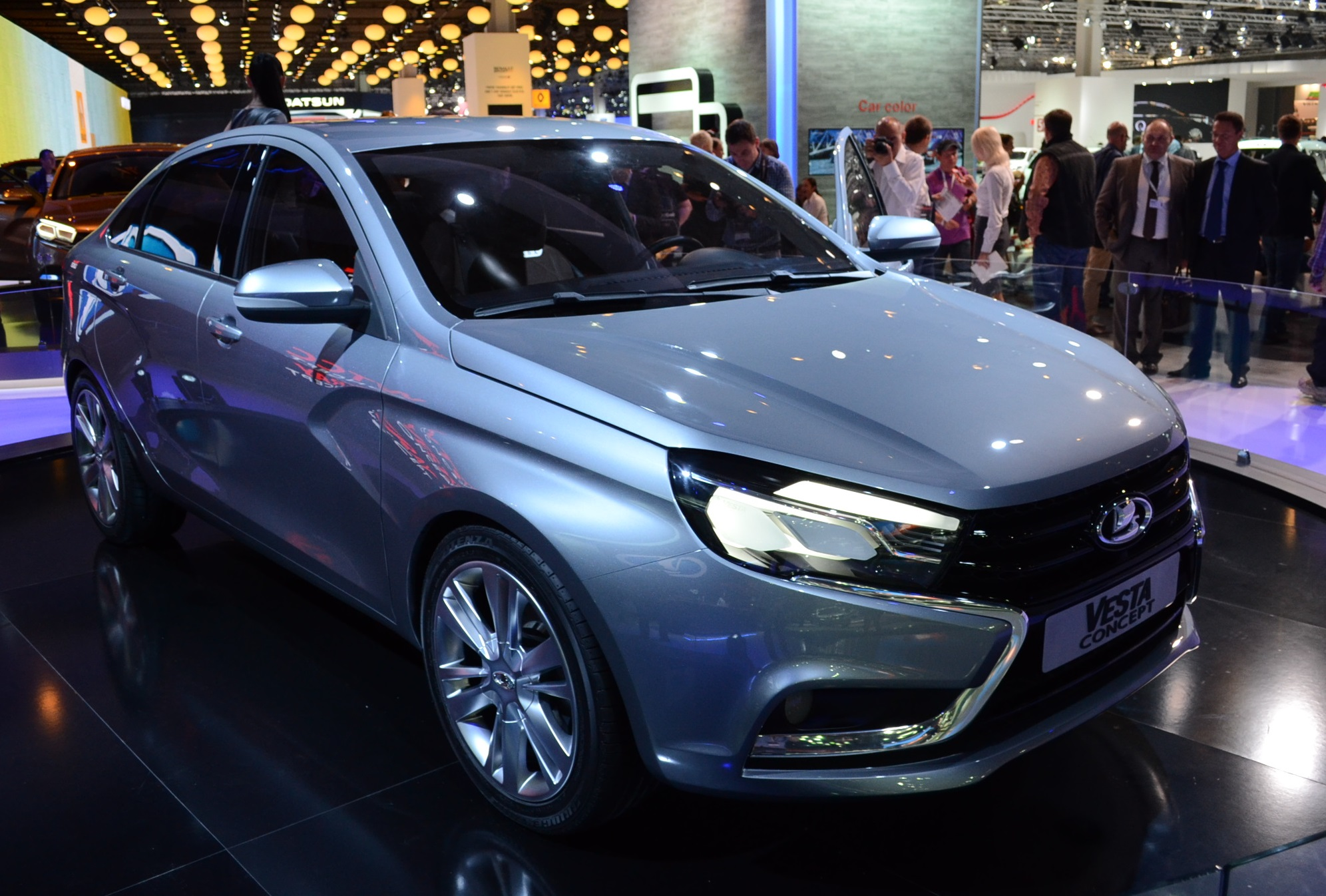
Łada Vesta